# Stanisław Piotr Nowakowski
Stanisław Piotr Nowakowski (ur. 4 grudnia 1884 w Radomsku, zm. 26 października 1944) – pułkownik kawalerii Wojska Polskiego, działacz niepodległościowy, kawaler Orderu Virtuti Militari.

## Życiorys
Urodził się 4 grudnia 1884 w Radomsku, w rodzinie Stanisława i Marii z Glassów. Po zakończeniu I wojny światowej został przyjęty do Wojska Polskiego. 11 czerwca 1920 roku został zatwierdzony z dniem 1 kwietnia 1920 roku w stopniu podpułkownika, w kawalerii, w grupie oficerów byłych Korpusów Wschodnich i byłej armii rosyjskiej. Pełnił wówczas służbę w Oddziale V Personalnym Sztabu Ministerstwa Spraw Wojskowych w Warszawie na stanowisku szefa Sekcji 4. Służb.
3 maja 1922 roku został zweryfikowany w stopniu pułkownika ze starszeństwem z 1 czerwca 1919 roku i 36. lokatą w korpusie oficerów jazdy (od 1924 roku – kawalerii), jego oddziałem macierzystym był 15 pułk ułanów. W latach 1923–1925 był zastępcą komendanta miasta Warszawy, pozostając oficerem nadetatowym 15 puł. W lutym 1925 roku został przydzielony do macierzystego pułku z równoczesnym odkomenderowaniem do 9 pułku strzelców konnych w Grajewie. 28 października 1925 został przeniesiony do 11 pułku ułanów w Ciechanowie na stanowisko zastępcy dowódcy pułku. Od 25 kwietnia do 5 czerwca 1926 był odkomenderowany na sześciotygodniowy kurs unitarno-informacyjny w Doświadczalnym Centrum Wyszkolenia w Rembertowie. Od 1 listopada 1926 do 1 lutego 1927 pełnił obowiązki dowódcy 11 pułku ułanów. 1 lutego 1927 został przeniesiony do kadry oficerów kawalerii i przydzielony na stanowisko członka Komisji Przyjęć Oficerów Rezerwy MSWojsk. 1 maja tego roku został przewodniczącym wspomnianej wyżej komisji. Z dniem 30 kwietnia 1929 roku został przeniesiony w stan spoczynku. W 1937 był zatrudniony w Towarzystwie Górniczo-Przemysłowym „Saturn” S.A.
Po wybuchu II wojny światowej przedostał się na Węgry, gdzie został internowany, Przebywał w obozie w Egerze. Zmarł nagle 26 października 1944.

## Ordery i odznaczenia
- Krzyż Srebrny Orderu Wojskowego Virtuti Militari nr 6772 – 10 maja 1922[14][15]
- Krzyż Oficerski Orderu Odrodzenia Polski – 31 grudnia 1923[16][17]
- Krzyż Walecznych – czterokrotnie[18]
- Medal Niepodległości – 16 marca 1937 „za pracę w dziele odzyskania niepodległości”[19][2]
- Medal Pamiątkowy za Wojnę 1918–1921 – 1928[20]
- Medal Dziesięciolecia Odzyskanej Niepodległości – 1928[20]
- Medal Zwycięstwa[18]